# A Matter of Life and Death
A Matter of Life and Death je album skupiny Iron Maiden, vydané 28. srpna ve většině zemí, 29. srpna v Kanadě a 5. září 2006 v USA. V pořadí se jedná o čtrnácté studiové album a zároveň třetí studiové album vydané ve spolupráci s producentem Kevinem Shirleyem. Skupina se pustila do psaní nových skladeb ke konci roku 2005, po skončení velice úspěšného turné po USA a Evropě. Po Vánocích už byly skladby hotové, a tak začalo nahrávání, které se konalo ve studiích Sarm West v Londýně. Album není koncepční, jak se dříve spekulovalo.
Album se původně mělo jmenovat The Pilgrim nebo The Legacy.
Na tomto albu můžeme být svědky nejprogresivnějšího přístupu skupiny k hudbě od dob alba Seventh Son of a Seventh Son.
První singl k albu – „The Reincarnation of Benjamin Breeg“ – vyšel 14. srpna. .
Druhá skladba na albu, „These Colours Don't Run“ vypráví o pocitech vojáka ve válce. Vysvětlil to v interview (pro časopis „Kerrang!“) zpěvák skupiny Bruce Dickinson: „tato skladba se snaží dát lidskou tvář lidem, kteří bojují ve válkách. Říká se tomu udržování míru, ale tito lidé se sami ucházejí o bolestivou cestu, a ať už souhlasíte s důvody proč to dělají nebo nesouhlasíte, oni zkrátka dělají svoji práci.“
„Brighter Than a Thousand Suns“ je o atomové bombě. Dickinson to zmínil v interview s magazínem Kerrang!: „Vědci, kteří viděli vybuchnout první bombu říkali, že záře byla jasnější než tisíc sluncí. Myšlenka, že lidstvo může zničit samo sebe úplně změnila způsob, jakým lidé uvažují.“
Ze seznamu skladeb vidíme, že deska nemá název podle žádné své skladby. Stejně na tom byla tato předcházející alba: Piece of Mind, The X Factor a Virtual XI.

## Seznam skladeb
Pokud není uvedeno jinak, autorem všech skladeb je Steve Harris.
| Pořadí | Název                               | Autor                  | Délka |
| ------ | ----------------------------------- | ---------------------- | ----- |
| 1.     | Different World                     | Adrian Smith           | 4:17  |
| 2.     | These Colours Don't Run             | Smith, Bruce Dickinson | 6:52  |
| 3.     | Brighter Than a Thousand Suns       | Smith, Dickinson       | 8:44  |
| 4.     | The Pilgrim                         | Janick Gers            | 5:07  |
| 5.     | The Longest Day                     | Smith, Dickinson       | 7:48  |
| 6.     | Out of the Shadows                  | Dickinson              | 5:36  |
| 7.     | The Reincarnation of Benjamin Breeg | Dave Murray            | 7:21  |
| 8.     | For the Greater Good of God         | Harris                 | 9:24  |
| 9.     | Lord of Light                       | Smith, Dickinson       | 7:23  |
| 10.    | The Legacy                          | Gers                   | 9:20  |

### Bonusy (iTunes store edition)
1. „Hallowed Be Thy Name“ (live) (Harris) – 7:11

## Sestava
- Bruce Dickinson – zpěv
- Dave Murray – kytara
- Janick Gers – kytara
- Adrian Smith – kytara
- Steve Harris – basová kytara
- Nicko McBrain – bicí nástroje